# Nikolaus III. Hoffmann
Nikolaus III. Hoffmann († 24. August 1557 in Neuzelle) war Abt des Zisterzienserklosters Neuzelle.

## Leben
Von 1525 bis 1534 wurde er mehrfach als Subprior erwähnt, am 4. Dezember 1537 wurde Prior Nikolaus zum Abt gewählt. Im Jahr darauf wurde er von Bischof Georg von Blumenthal zum Abt geweiht. In seine Regierungszeit fiel die Reformation. 1545 wurde das Kloster Altzella aufgelöst, und Neuzelle verlor sein Mutterkloster. Danach orientierte sich das Kloster auf die schlesischen Klöster und den Bischof von Posen. 1550 waren die Katholiken auf dem Klostergebiet nur noch die Minderheit. Das Kloster litt weiterhin unter der Finanzpolitik von König Ferdinand I.